# GLIM
GLIM（Generalized Linear Interactive Modelling）是一款采用广义线性模型计算方法的统计软件。它是由英国皇家统计学会的统计计算工作小组（后更名为GLIM工作组）主任约翰·内尔德发起，并于1974年首次发布。1993年由NAG Numerical Library发布了最后的版本（GLIM4）。 
GLIM被认为是第一个使用广义线性模型计算方法的统计软件，并加入了互动，迭代方法等统计模型。GLIM使用命令行界面，允许用户定义自己的宏模块。
GLIM已经不再更新版本。在一些学术研究机构，可能还可以找到装有GLIM的计算机。